# King City (Missouri)
King City – miasto w Stanach Zjednoczonych, w stanie Missouri, w hrabstwie Gentry.